# Lucia Lucas
Lucia Lucas (Sacramento, 1980) es una cantante de ópera estadounidense con tesitura de barítono. Es la primera mujer trans con una tesitura de barítono en la historia de la ópera.

## Trayectoria
Creció en Sacramento, California. Estudió trompa y voz en la Universidad Estatal de Sacramento, integrada en el sistema de la Universidad Estatal de California y luego hizo un postgrado en el Chicago College of Performing Arts. En 2009, se trasladó a Alemania y ese mismo año se casó con Ariana Lucas. Decidió comenzar su transición en noviembre de 2013. A pesar de la preocupación por la posibilidad de perder su timbre de voz, empezó a tomar estrógenos y antiandrogenos en julio de 2014, pero el cambio no se produjo y en septiembre, se hizo una cirugía de feminización facial. En 2016, se sometió a la cirugía de reasignación de sexo.
Hizo historia cuando, en marzo de 2018, se anunció que se convertiría en la primera mujer barítono en interpretar un papel principal en un escenario operístico estadounidense. El 3 de mayo de 2019, por iniciativa de Tobias Picker, el director artístico de la Ópera de Tulsa, Lucas interpretó el papel principal de la ópera Don Giovanni de Mozart. La actuación es el tema del documental de 2020 The Sound of Identity, dirigido por James Kicklighter.
Posteriormente, Lucas se convirtió en la primera barítono en aparecer con la English National Opera de Londres el 5 de octubre de 2019, interpretando a Public Opinion en Orfeo en los infiernos en el London Coliseum.
Durante su formación se centró en papeles de bajo-barítono pero sin desatender los de barítono dramático, de manera que ha cantado papeles de Bel Canto y de Verdi. En una entrevista afirmó que había tomado la decisión de seguir cantando para intentar romper estereotipos dentro de la cultura operística porque la gente trans puede ser lo que quiera.
Ha actuado en escenarios de todo el mundo como el Badisches Staatstheater de Karlsruhe, la Ópera Alemana de Berlín, la Lyric Opera of Dublin, la Ópera de Wuppertal, el Teatro Regio (Turín), la Ópera de Daegu, la Ópera de Santa Fe, el Teatro de la Ópera de Chicago, la Ópera de Santa Bárbara. Debutó en 2022 en el Metropolitan Opera House con el papel de Angelotti en Tosca.
Ha interpretado papeles como Hagen en el preestreno mundial de Surrogate/Götterdämmerung, Monterone en Rigoletto, Tchelio en El amor de las tres naranjas, Komtur en Don Giovanni, y los Cuatro Villanos en Los cuentos de Hoffmann, todos ellos con la Ópera de Wuppertal. Sharpless en Madama Butterfly con la Lyric Opera de Dublín y Escamillo en Carmen con el Staatstheater Karlsruhe. Como artista de festival durante cinco años con el Badisches Staatstheater Karlsruhe, Lucas también interpretó papeles como Thoas en Ifigenia en Áulide, Ford en Falstaff, Marcello en La bohème, Varlaam en Boris Godunov, Kothner en Los maestros cantores de Núremberg, Dr. Teller en Doctor Atomic, Sprecher en La flauta mágica y Figaro en Las bodas de Fígaro. También se ha especializado en papeles de compositores actuales como John Adams (fue el Dr. Teller de la ópera Doctor Atomic), Kaija Saariaho, el estonio Erkki-Sven Tüür y otros.